# Ниса (град, Орегон)
Вижте пояснителната страница за други значения на Ниса.
Ниса (на английски: Nyssa) е град в окръг Малхиър, щата Орегон, САЩ. Ниса е с население от 3163 жители (2000) и обща площ от 3 km². Намира се на 668 m надморска височина. ЗИП кодът му е 97913, а телефонният му код е 541.